# Maxillipede
De maxillipede of kaakpoot is het derde paar aanhangsels dat fungeert als monddelen bij vlokreeftjes. De andere monddelen zijn: mandibel, eerste maxille en tweede maxille. 
Decapoda hebben drie paar maxillipeden. Aan elk van die maxillipeden zit een kieuw vast. De eerste twee worden vooral bij de voedselopname gebruikt terwijl de derde meer een loopfunctie heeft.
Stomatopoda of bidsprinkhaankreeften bezitten eveneens drie paar maxillipeden, waarbij het tweede paar gespecialiseerd is in het verdoven of doodslaan van de prooi met aan de poot een klauw met spies of een tot knots gecalcificeerd uiteinde. 
Maxillipeden zijn eigenlijk de eerste segmenten van de oorspronkelijke thorax. Ze zijn tweetakkig en dragen epipodieten ofwel extra uitgroeisels aan de poten, die soms als kieuwen fungeren.